# ケセラセラ (fhánaの曲)
「ケセラセラ」は、fhánaの楽曲。林英樹が作詞、佐藤純一が作曲を手掛けた。ユニットの1枚目のシングルとして2013年8月21日にLantisから発売された。

## 概要
メジャーデビューシングル。表題曲はテレビアニメ『有頂天家族』のエンディングテーマとして起用された。

## 批評
LantisがYouTube、ニコニコ動画の両方で公式的にアップロードしたところ、「これほどアニメとあってるエンディング・テーマはない」「有頂天家族のエンディング・テーマは神曲。アニメを見終わった後、いつも癒されます」などの好意的なコメントが寄せられた。

## シングル収録内容
| 全作詞: 林英樹、全作曲: 佐藤純一、全編曲: fhána。 |                                                 |        |            |      |
| #                                                 | タイトル                                        | 作詞   | 作曲・編曲 | 時間 |
| 1.                                                | 「ケセラセラ」                                  | 林英樹 | 佐藤純一   | 4:58 |
| 2.                                                | 「君という特異点 [singular you]」               | 林英樹 | 佐藤純一   | 5:20 |
| 3.                                                | 「ケセラセラ」(Instrumental)                    | 林英樹 | 佐藤純一   | 4:58 |
| 4.                                                | 「君という特異点 [singular you]」(Instrumental) | 林英樹 | 佐藤純一   | 5:19 |
| 合計時間:                                         | 合計時間:                                       | 20:35  |            |      |